# قبارصة موارنة
الموارنة في قبرص، القبارصة الموارنة، القبارصة المشرقيون الموارنة، أو اللبنانيون القبارصة، هم مجموعة عرقية دينية و/أو أعضاء في
الكنيسة الكاثوليكية المارونية في قبرص التي هاجر أسلافها من لبنان الطبيعي خلال العصور الوسطى. تتحدث نسبة منهم بشكل تقليدي لهجة وهي مزيج من العربية والتركية واليونانية، والتي تم التعرف عليها مؤخرًا على أنها مجموعة متنوعة من اللغة العربية المعروفة باسم العربية القبرصية، بالإضافة إلى اليونانية. ينحدر من يتحدثون هذه اللهجة العربية من قرية واحدة، وتحديداً كورماكيتيس . بصفتهم كاثوليك شرقيين من طقوس السريان الغربيين، فهم في شركة كاملة مع الكنيسة الكاثوليكية في روما.
اعتبارًا من عام 2018، كان رئيس أساقفة قبرص يوسف سويف، المولود في شكا، لبنان في 14 تموز (يوليو) 1962. ورسم مطرانًا في 6 كانون الأول (ديسمبر) 2008 في بازيليك سيدة لبنان - حريصا من قبل البطريرك الكاردينال مار نصر الله بطرس صفير. أقيم قداس التنصيب في كاتدرائية سيدة النعم المارونية في نيقوسيا، قبرص في 21 كانون الأول (ديسمبر) 2008، خلفاً لرئيس أساقفة قبرص الفخري بطرس الجميل المقيم في لبنان.

## الوضع القانوني
مُعرَّف قانونيًا في دستور قبرص كمجموعة دينية داخل المجتمع القبارصة اليونانيون، الذين اختاروا الانضمام إليها عن طريق التصويت قبل الاستقلال مباشرة إلى جانب زملائهم الروم الكاثوليك طقوس لاتينية والأرمن. في حين أن الموارنة هم جزء من السجل الانتخابي للقبارصة اليونانيين عند التصويت لمنصب الرئيس وأعضاء مجلس النواب، فإنهم يصوتون أيضًا لممثل خاص ليس نائبًا في البرلمان ولكنه يتوافق مع الغرف البلدية غير العاملة حاليًا للجماعتين اليونانية والتركية.

## التركيبة السكانية
في القرن 13، كان هناك حوالي 50 ألف ماروني في قبرص، يعيشون في 60 قرية، وهو عدد انخفض إلى 33 قبل الغزو العثماني عام 1571. ظل عدد الموارنة يتناقص خلال الحكم العثماني؛ تم تسجيل 19 قرية مارونية في القرن 15 وانخفض العدد إلى 9 بحلول عام 1661. أعطى التعداد العثماني لعام 1841 رقمًا للسكان الموارنة يتراوح بين 1200 و1300. في إحصاء عام 1891، كان من أصل 209286 قبرصيًا 1131 مارونيًا، وارتفع الرقم إلى 1350 في عام 1921 و1704 في عام 1931.
حتى الغزو التركي عام 1974، كانت بلدة كورماكيتيس تُعرف بأنها مركز للثقافة المارونية.[بحاجة لمصدر]
بحسب إحصاء عام 1960، كان هناك 2752 مارونيًا، معظمهم في أربع قرى شمالية هي كورماكيتيس، كارپاسيا، أسوماتوس، وآجيا مارينا. في أعقاب الأعمال العدائية بين الجماعتين اليونانية والتركية التي أدت إلى تقسيم قبرص بحكم الأمر الواقع، تفرق معظم الموارنة في الجنوب. لم يبق في شمال قبرص سوى حوالي 150 شخصًا معظمهم من كبار السن. اعتبارًا من 2010 يقدر إجمالي عدد السكان بحوالي 5000-6000، بشكل أساسي في المنطقة الجنوبية من نيقوسيا.
يعيش 75٪ من الموارنة في نيقوسيا، 15٪ في ليماسول، و5٪ في لارنكا.[بحاجة لمصدر]

## روابط خارجية
- قراءة في تاريخ موارنة قبرص من القرن 8 حتى بداية الحكم البريطاني